# Kimberly Guilfoyle
Kimberly Ann Guilfoyle (San Francisco, 9 marzo 1969) è un avvocato e scrittrice statunitense, personalità televisiva, ex procuratrice a San Francisco e Los Angeles, dal 2004 al 2006 first lady di San Francisco avendo sposato il democratico Gavin Newsom. Repubblicana, è diventata consigliere del 45º presidente degli Stati Uniti, Donald Trump, e dal dicembre 2020 è ufficialmente fidanzata con Donald Trump Jr..

## Biografia
Nata a San Francisco nel marzo 1969, sua madre era portoricana e suo padre nato in Irlanda a Ennis, contea di Clare, e immigrato nel 1957 negli Stati Uniti all'età di 20 anni. Guilfoyle, cattolica, è cresciuta nel Mission District di San Francisco e a Westlake, Daly City.
La madre di Guilfoyle, Mercedes, insegnava educazione speciale. Morì di leucemia quando lei aveva 11 anni. Suo padre, Anthony "Tony" Guilfoyle, fu arruolato nel 1958 e trascorse quattro anni nell'esercito statunitense. Dopo essere stato congedato, Tony Guilfoyle iniziò a lavorare nel settore edile. In seguito è diventato un investitore immobiliare. Fino alla sua morte nel 2008, è stato uno stretto consigliere di suo genero, l'allora sindaco di San Francisco Gavin Newsom.
Kimberly ha studiato alla Mercy High School di San Francisco, si è laureata all'Università della California, Davis, e ha conseguito il dottorato in giurisprudenza presso la School of Law dell'Università di San Francisco nel 1994. Mentre frequentava la facoltà di giurisprudenza, ha svolto un tirocinio presso l'ufficio del procuratore distrettuale di San Francisco. Ha fatto anche la modella per Macy's e una rivista nuziale. Successivamente ha studiato al Trinity College di Dublino in Irlanda. Mentre era lì, Guilfoyle ha pubblicato ricerche sui diritti internazionali dei bambini e sul diritto della Comunità economica europea.

## Carriera

### Diritto
Dopo avere insegnato in un distretto scolastico pubblico e lavorato brevemente come procuratore a San Francisco perdendo il lavoro nel 1996 quando Terence Hallinan è stato eletto procuratore distrettuale e ha licenziato 14 pubblici ministeri della città, Guilfoyle è stata impegnata per quattro anni a Los Angeles come vice procuratore distrettuale, prestando servizio in casi di adulti e minori, inclusi crimini relativi a narcotici, violenza domestica, rapimento, rapina, incendio doloso, violenza sessuale e casi di omicidio. Ha ricevuto diversi premi presso l'ufficio del procuratore distrettuale di Los Angeles, tra cui quello di procuratore del mese.
Nel 2000, Guilfoyle è stata riassunta da Hallinan nell'ufficio del procuratore distrettuale di San Francisco, dove è stata assistente procuratore distrettuale dal 2000 al 2004. Durante questo periodo ha ottenuto una condanna mentre era co-procuratrice con James Hammer nel caso del 2002 People v. Noel e Knoller, un processo per omicidio di secondo grado che coinvolgeva un cane sbranato. Petr quel processo ha ricevuto l'attenzione internazionale.
Nel 2015 Guilfoyle ha pubblicato un libro di consigli semi-autobiografico, intitolato Making the Case: How to Be Your Own Best Advocate, sulle sue esperienze come pubblico ministero e incoraggiando le persone a difendere sé stesse.

### Televisione
Nel gennaio 2004 Guilfoyle si è trasferita a New York per ospitare il programma Both Sides su Court TV. Inoltre, ha lavorato come analista legale in Anderson Cooper 360°.
È entrata a far parte di Fox News nel febbraio 2006 come conduttrice dello spettacolo del fine settimana The Lineup. Alla fine il programma è stato annullato. Guilfoyle è rimasta come collaboratrice regolare per la rete e nel 2011 è stata scelta come co-conduttrice di The Five. Ha lavorato in quel ruolo nello show fino al 2018.
Nel 2014, ha iniziato a ospitare e poi co-ospitare Outnumbered per quasi cinquanta episodi, più alcune altre apparizioni fino a giugno 2018.  Guilfoyle è anche apparsa settimanalmente nel segmento ricorrente "Is It Legal?" su The O'Reilly Factor, fino a quando lo spettacolo non è stato cancellato nel 2017, e come ospite settimanale del giovedì nel programma radiofonico Kilmeade and Friends di Brian Kilmeade. Guilfoyle ha ospitato Hannity, On the Record, Justice with Judge Jeanine e Fox and Friends.
A metà del 2017, Guilfoyle ha firmato un'estensione del contratto a lungo termine con Fox. Un anno dopo, nel luglio 2018, ha lasciato bruscamente Fox News, iniziando a lavorare per un super PAC pro-Donald Trump. HuffPost ha scritto che, al momento della sua partenza, la rete era nel mezzo di un'indagine durata un anno su un'accusa di molestie sessuali contro Guilfoyle. I funzionari della rete avevano dato a Guilfoyle un ultimatum: dimettersi entro la fine di luglio o essere licenziata. Il New Yorker ha successivamente confermato i rapporti secondo cui Guilfoyle era stata costretta a dimettersi.
Dopo le dimissioni di Guilfoyle, Fox News ha accettato un accordo extragiudiziale con un assistente che aveva accusato Guilfoyle di molestie sessuali. I termini non sono stati divulgati. Il New Yorker ha riferito che l'accordo è stato di almeno 4 milioni di dollari. L'assistente ha affermato che Guilfoyle si mostrava spesso nuda e faceva vedere fotografie dei genitali di uomini con cui faceva sesso. Il New Yorker ha verificato in modo indipendente molte delle accuse dell'assistente.

### Amministrazione Trump e campagna Trump 2020

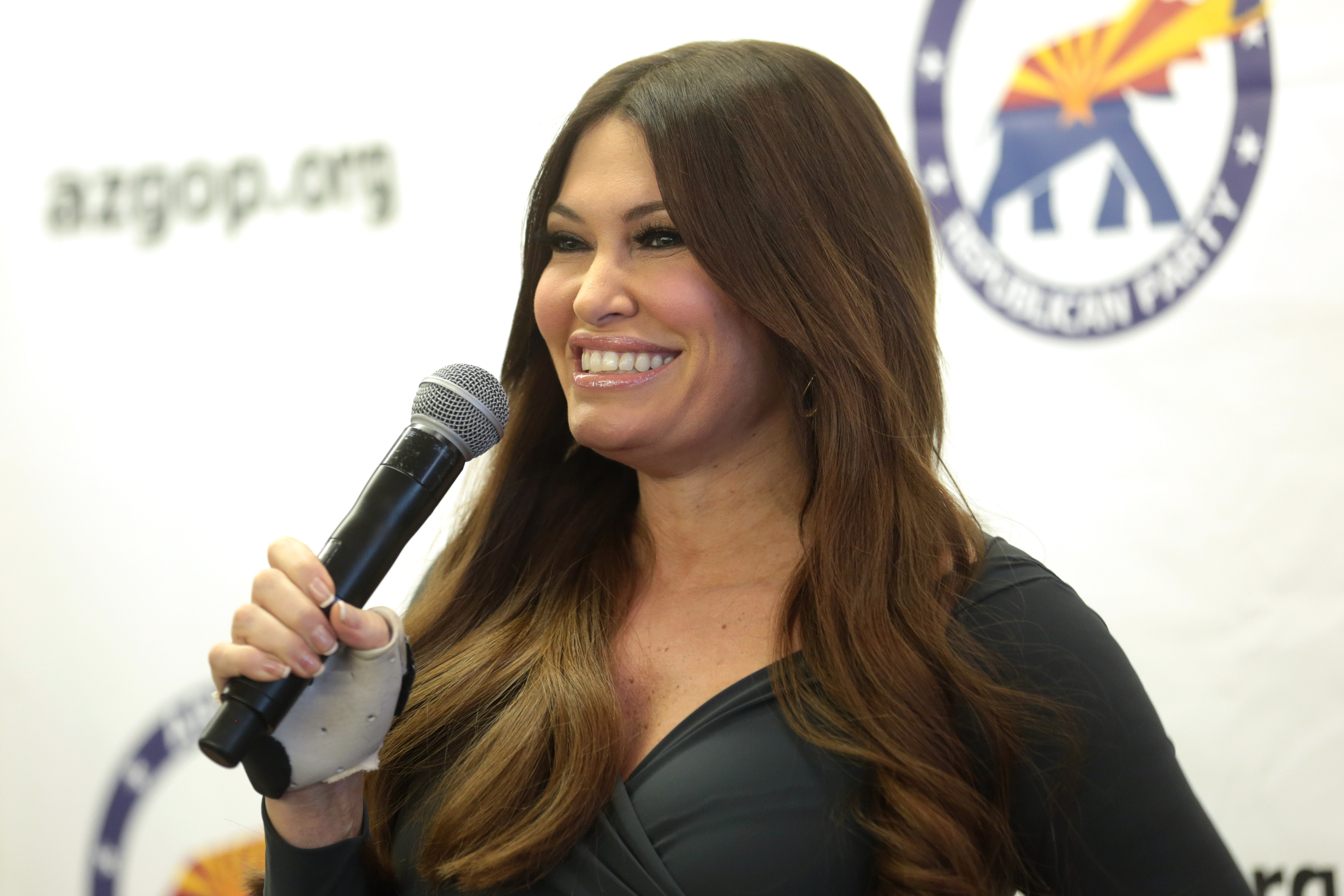
Guilfoyle parla a una manifestazione elettorale a Sun City, in Arizona, nel novembre 2018

Nel dicembre 2016, Guilfoyle è stata presa in considerazione per la posizione di addetto stampa del presidente Donald Trump, ma alla fine è stato selezionato Sean Spicer che era il favorito. Nell'edizione del 12 maggio 2017 di The Five, il co-conduttore Bob Beckel ha lasciato intendere che Guilfoyle avesse rifiutato l'incarico. Tuttavia, in un'intervista con Bay Area News Group il 15 maggio 2017,  Guilfoyle ha confermato di essere stata in contatto con la Casa Bianca in merito a quel ruolo nel caso in cui Spencer si fosse dimesso. "Sono una patriota e sarebbe un onore servire il Paese", ha detto Guilfoyle. "Penso che sarebbe un lavoro affascinante, è un lavoro stimolante e hai bisogno di qualcuno veramente determinato e concentrato, un grande comunicatore con una profonda conoscenza per essere in grado di gestire quella posizione." Tuttavia, il 19 maggio, Guilfoyle ha dichiarato di essere sotto contratto con la Fox, suggerendo di aver rifiutato la Casa Bianca. Un mese dopo, ha esteso il suo contratto con la Fox. Nel 2018 il Washington Post ha descritto Guilfoyle come una "cheerleader conservatrice del presidente Trump".
Nel 2019 Donald Jr. e lei hanno visitato insieme i campus, invitati da luoghi come l'Università della Florida, dove sono stati pagati per la loro presenza 50 000 dollari tratte dalle tasse studentesche. Ciò ha creato polemiche e durante l'evento due persone sono state arrestate e altre cinque ferite. Due anni prima, Richard B. Spencer, sostenitore di "Trump nazionalista bianco", li aveva preceduti come relatore invitato, suscitando polemiche simili.

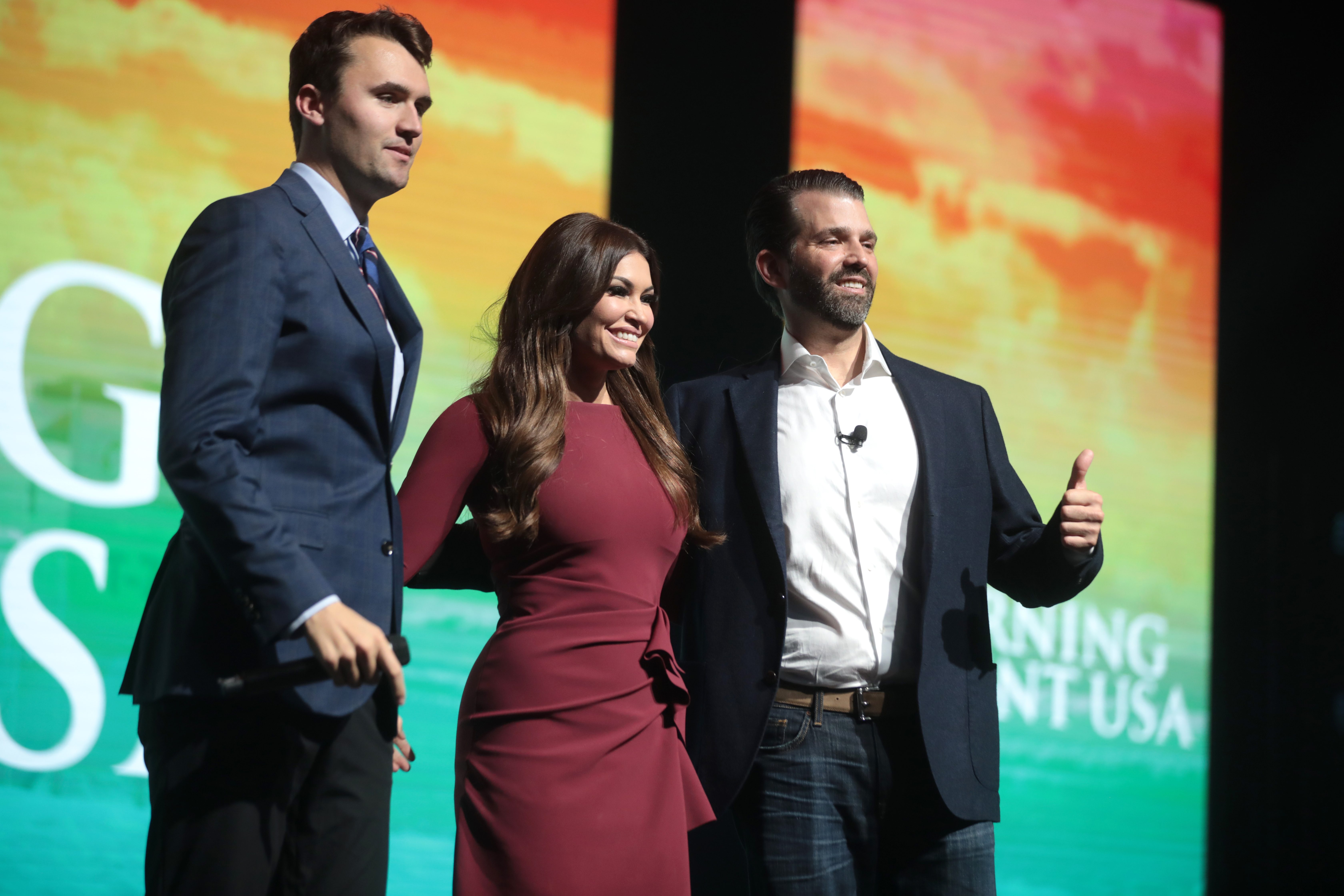
Charlie Kirk (un attivista), Guilfoyle e Donald Trump Jr., alla Convention di Palm Beach nel 2019

Nel 2020 Guilfoyle ha presieduto il comitato finanziario del Trump Victory Committee. All'inizio del 2020, la campagna Trump pagava segretamente Guilfoyle 15 000 dollari al mese attraverso la società privata del gestore della campagna, Parscale Strategy. Guilfoyle ha assunto ampi ruoli di consulenza, suscitando anche nella gestione dei fondi accuse di spese irresponsabili.  Nell'agosto 2020, alla Convention nazionale repubblicana, Guilfoyle ha parlato a sostegno di Trump con un intervento che è stato ampiamente descritto da alcuni osservatori come inutilmente rumoroso o scardinato.  Altri giornali lo hanno invece descritto come un intervento appassionato. È stata criticata per essersi descritta come un'americana di prima generazione quando sua madre era di Porto Rico e quindi cittadina americana.  È un'americana di prima generazione da parte di suo padre, poiché è immigrato dall'Irlanda.
Nel gennaio 2021 Guilfoyle si è unita al presidente Trump, Donald Jr., Rudy Giuliani, Eric Trump e altri sull'Ellipse a Washington per parlare della "Marcia per salvare l'America". Ciò ha provocato l'attacco al Campidoglio. Dopo aver raccolto milioni di dollari per sostenere la manifestazione, è stata anche coinvolta nell'organizzazione della protesta al Campidoglio.  È stata pagata 60 000 dollari per un suo discorso di 2-3 minuti. Guilfoyle è apparsa in un video proiettato alla manifestazione da Donald Jr. "dicendo ai fan di Trump: 'Abbi il coraggio fare la cosa giusta! Combatti!'"

## Vita privata
Nel 2001, Guilfoyle ha sposato il politico Gavin Newsom, allora supervisore della città di San Francisco. Nel 2003 Newsom è stato eletto sindaco di San Francisco e lei è diventata la Firts Lady della città.  Mentre era sposata con Newsom, ha usato il nome Kimberly Guilfoyle Newsom. La coppia è apparsa nel numero di settembre 2004 di Harper's Bazaar; la diffusione li fece posare alla Getty Villa, e nel titolo furono indicati come i "Nuovi Kennedy".  Nel gennaio 2005 Guilfoyle e Newsom hanno chiesto congiuntamente il divorzio. Il loro divorzio è stato definitivo il 28 febbraio 2006.

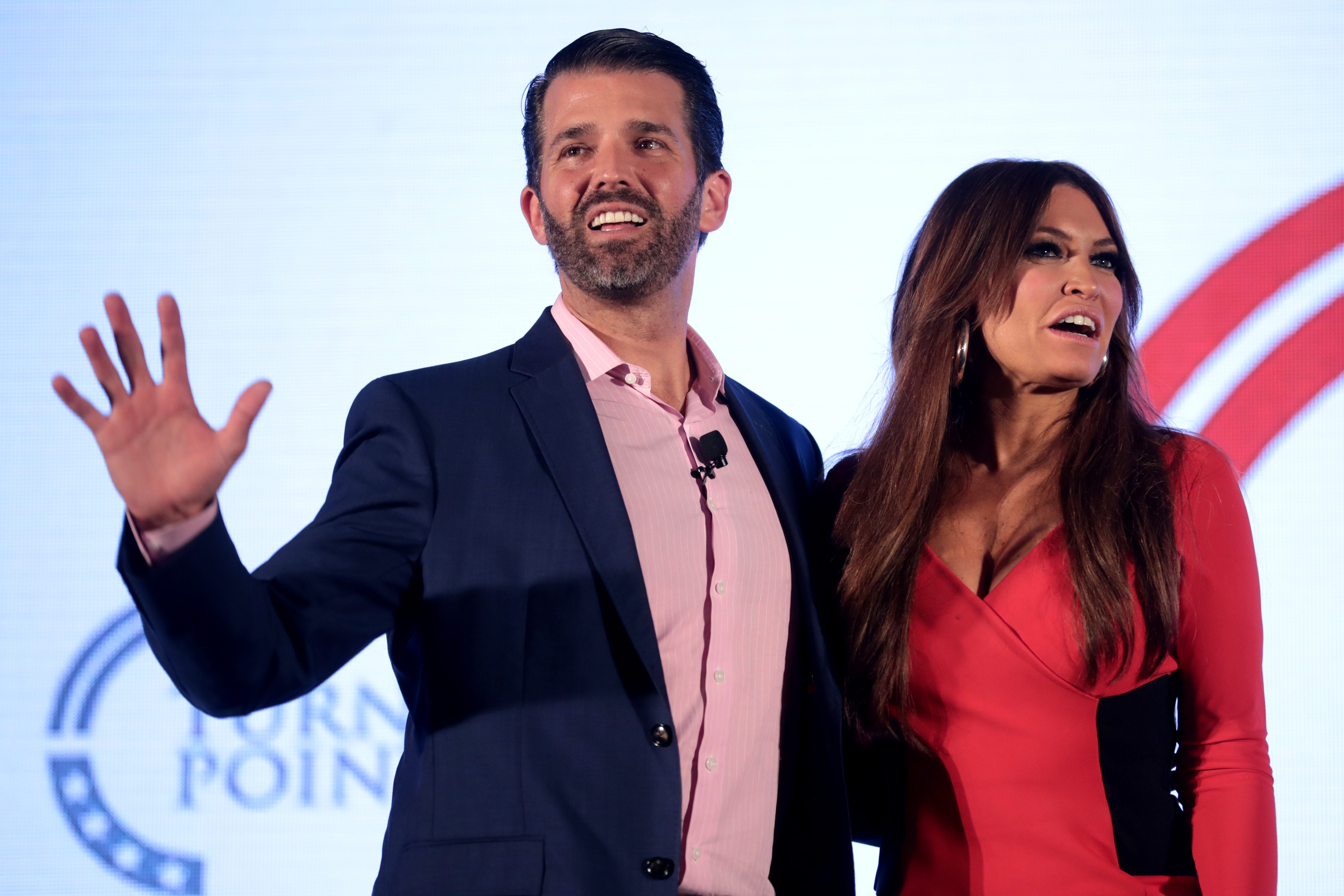
Trump Jr. con Kimberly Guilfoyle nel luglio 2019

Il 27 maggio 2006, alle Barbados, Guilfoyle ha sposato l'erede di mobili Eric Villency. Guilfoyle ha dato alla luce il loro figlio, Ronan Anthony, il 4 ottobre 2006. Nel giugno 2009, Guilfoyle e Villency hanno annunciato che si stavano separando;  il loro divorzio fu finalizzato nello stesso anno.
Nel giugno 2018, Vanessa Trump, che aveva chiesto il divorzio tre mesi prima, ha confermato che Guilfoyle usciva con il suo ex marito, Donald Trump Jr. Il divorzio dei Trump è stato definitivo nel 2018.
A metà del 2019, Guilfoyle e Trump Jr. hanno acquistato insieme una casa da 4,4 milioni di dollari negli Hamptons. L'hanno venduta nel marzo 2021 durante la pandemia di COVID-19 per 8,14 milioni di dollari. Nel marzo 2021, Guilfoyle e Trump Jr. hanno acquistato congiuntamente una casa da 9,7 milioni di dollari a Jupiter, in Florida. Guilfoyle e Trump si sono fidanzati il 31 dicembre 2020. La notizia del fidanzamento è stata resa pubblica solo nel gennaio 2022.